# Raz-de-marée de la Toussaint en 1532
Le raz-de-marée de la Toussaint de 1532 a été l'une des nombreuses inondations qui ont frappé les Pays-Bas.

## Conséquences: les villages disparus
- De nombreuses parties de la Zélande sont sous les eaux.
- De grandes parties de la Hollande et de l'Utrecht restent longtemps sous les eaux.
- En Frise du Nord, la Dithmarse, Eiderstedt et Hambourg sont gravement touchés.
- Nordstrand est gravement affectée (avec 1900 noyés).
- Sint Philipsland, un polder déjà affecté en 1511 et en 1530), les digues avaient été réparées mais le travail est à refaire.
- Le village Assenburg, sur l'¨île Borssele a disparu.
- Le village Borrendamme a été lourdement endommagé et presque déserté. Finalement, ce village a disparu. Les restes de ce village sont utilisés pour la digue sud de Schouwen-Duiveland. L'église de ce village se trouvait à 800 mètres à l'ouest du port principal de Zierikzee.
- Le village Broecke, situé sur le Pays inondé de Zuid-Beveland, a disparu.
- Le village Duvenee, près de Broecke, à l'ouest de la ville Reimerswaal a disparu.
- Emelisse, un village du Noord-Beveland a disparu, avec l'hôpital et le monastère.
- Chapelle Village, un village sur la terre noyée de Reimerswaal a disparu.
- Kouwerve, situé sur une colline artificielle, à l'est de Yerseke sur la Terre noyée de Reimerswaal a disparu.
- Kreke, un village dans la terre noyée de Reimerswaal, à l'ouest de Bergen op Zoom, a disparu.
- Lodijke, avec son château a disparu avec le village.
- Monster près de Borssele en Zélande a disparu.

## Référence
- (nl) Cet article est partiellement ou en totalité issu de l’article de Wikipédia en néerlandais intitulé « Allerheiligenvloed (1532) » (voir la liste des auteurs).